# دهستان پنجه علی شمالی
دهستان پنجه علی نام دهستانی در بخش مرکزی شهرستان قروه، استان کردستان در ایران است. براساس سرشماری مرکز آمار ایران در سال ۱۳۹۵، جمعیت آن ۱۴۶۴۳ نفر (۱۴۱۲ خانوار) بوده‌است.